# Квашнин-Самарин, Александр Петрович
Алекса́ндр Петро́вич Квашни́н-Сама́рин (1732 — 18 октября 1816) — правитель Орловского наместничества (1794—1796), первый орловский губернатор (1796—1797), генерал-лейтенант (1806).

## Биография
Из дворянского рода Квашниных-Самариных. На 18 марта 1792 года — полковник. Был удостоен ордена Святого Георгия 4-й степени.
Бригадиром Квашнин-Самарин был назначен на должность правителя Орловского наместничества именным указом Екатерины II от 7 апреля 1794 года, однако в Орёл прибыл, по сообщению наместнического правления, только 12 июля того же года. В отсутствие Квашнина-Самарина его должность исправлял вице-губернатор статский советник Захар Яковлевич Карнеев.
24 июля 1796 года был пожалован чином генерал-майора. В декабре 1796 года, после ликвидации наместничеств и введения губерний, стал именоваться не правителем наместничества, а губернатором во вновь образованной Орловской губернии.
В феврале 1797 года Квашнин-Самарин был отстранён от губернаторской должности. В фонде Орловской городской думы сохранилась журнальная запись о слушании указа губернского правления № 4070 от 9 февраля 1797 года, в которой говорилось:
Орловский губернатор Квашнин-Самарин за предосудительное поведение и слабое смотрение порученного ему дела о усмирении крестьян в Севской округе, от повиновения помещикам своим отложившимся, из службы исключается.
В 1806 году был произведен в генерал-лейтенанты.
Был женат на Феодосии Савватиевне Квашниной-Самариной (1756—1818)